# Рамос, Луис Алехандро
Луис Алехандро Рамос Лейва (исп. Luis Alejandro Ramos Leiva; род. 13 декабря 1999, Трухильо) — перуанский футболист, нападающий клуба «Альянса Лима» и сборной Перу.

## Клубная карьера
Рамос — воспитанник клубов «Академия Кантолао» и «Карлос Маннуччи». 11 мая 2019 года в матче против «Спорт Бойз» он дебютировал в перуанской Премьере в составе последних. В 2021 году Рамос перешёл в «Депортиво Льякуабамба». 26 мая в матче против «Унион Уарал» он дебютировал во Второй лиге Перу. В этом же поединке Луис забил свой первый гол за «Депортиво Льякуабамба».
В начале 2022 года Рамос перешёл в «Депортиво Мунисипаль». 2 апреля в матче против «Альянса Атлетико» он дебютировал за новую команду. Летом того же года игрок на правах аренды вернулся в «Депортиво Льякуабамба».
В 2023 году Рамос перешёл в «Лос Чанкас». 22 июня в матче против «Комерсиантес» он дебютировал за новую команду. 12 июля в поединке против «Универсидад Сан-Мартин» Луис забил свой первый гол за «Лос Чанкас». По итогам сезона игрок забил 19 мячей и стал лучшим бомбардиром команды. В 2024 году Рамос перешёл в «Куско». 27 января в матче против «Мельгара» он дебютировал за новую команду. 2 февраля в поединке против «Кахамарки» Луис забил свой первый гол за «Куско». В начале 2025 года Рамос на правах аренды перешёл в колумбийский «Америка Кали».

## Международная карьера
12 октября 2024 года в отборочном матче чемпионата мира 2026 против сборной Уругвая Рамос дебютировал за сборную Перу.